# Pat Costello
Bernard Patrick "Pat" Costello Jr. (12. marts 1929 - 12. juli 2014) var en amerikansk roer, født i Detroit.
Costello vandt sølv i dobbeltsculler ved OL 1956 i Melbourne, sammen med Jim Gardiner. Parret blev kun besejret af Aleksandr Berkutov og Jurij Tjukalov fra Sovjetunionen, mens australierne Murray Riley og Mervyn Wood vandt bronze.
Costello deltog også ved OL 1952 i Helsinki.

## OL-medaljer
- 1956:  Sølv i dobbeltsculler